# Sylvia Bonitz
 Sylvia Bonitz geb. Hartmann (* 2. Juli 1966 in Hannover) ist eine deutsche Politikerin der CDU und ehemaliges Mitglied des Deutschen Bundestages.

## Leben
Sylvia Bonitz legte 1985 ihr Abitur am Hölty-Gymnasium Wunstorf ab. Es folgte von 1985 bis 1988 eine Ausbildung mit Studium an der Niedersächsischen Fachhochschule für Verwaltung und Rechtspflege in Hildesheim für den gehobenen allgemeinen Verwaltungsdienst. Diese schloss sie 1988 mit dem Abschluss als Diplom-Verwaltungswirtin ab. Sie war von 1988 bis 1995 bei der Stadt Neustadt am Rübenberge beschäftigt und anschließend bis 1998 persönliche Referentin des Oberstadtdirektors der Stadt Hildesheim.

## Politik
Sylvia Bonitz trat 1982 in die Junge Union ein und ist seit 1985 Mitglied der CDU.
Sie war von 1998 bis 2002 für eine Wahlperiode Mitglied des Bundestages. Sie wurde für die CDU über die Landesliste Niedersachsen gewählt. In ihrem Bundestagswahlkreis Hameln-Pyrmont – Holzminden konnte die SPD das Direktmandat für sich entscheiden. Im Bundestag saß sie als ordentliches Mitglied im Innenausschuss, Petitionsausschuss und Unterausschuss Neue Medien.
2006 kandidierte sie erfolglos für das Amt des Bürgermeisters in Bad Iburg.